# Cratere Cayon
Cayon  è un cratere sulla superficie di Marte.